# Ernst Loesch
Ernst Loesch (* 28. April 1860 in Abtswind; † 14. August 1946 in Dinkelsbühl) war ein deutscher Maler und Schriftsteller.

## Leben

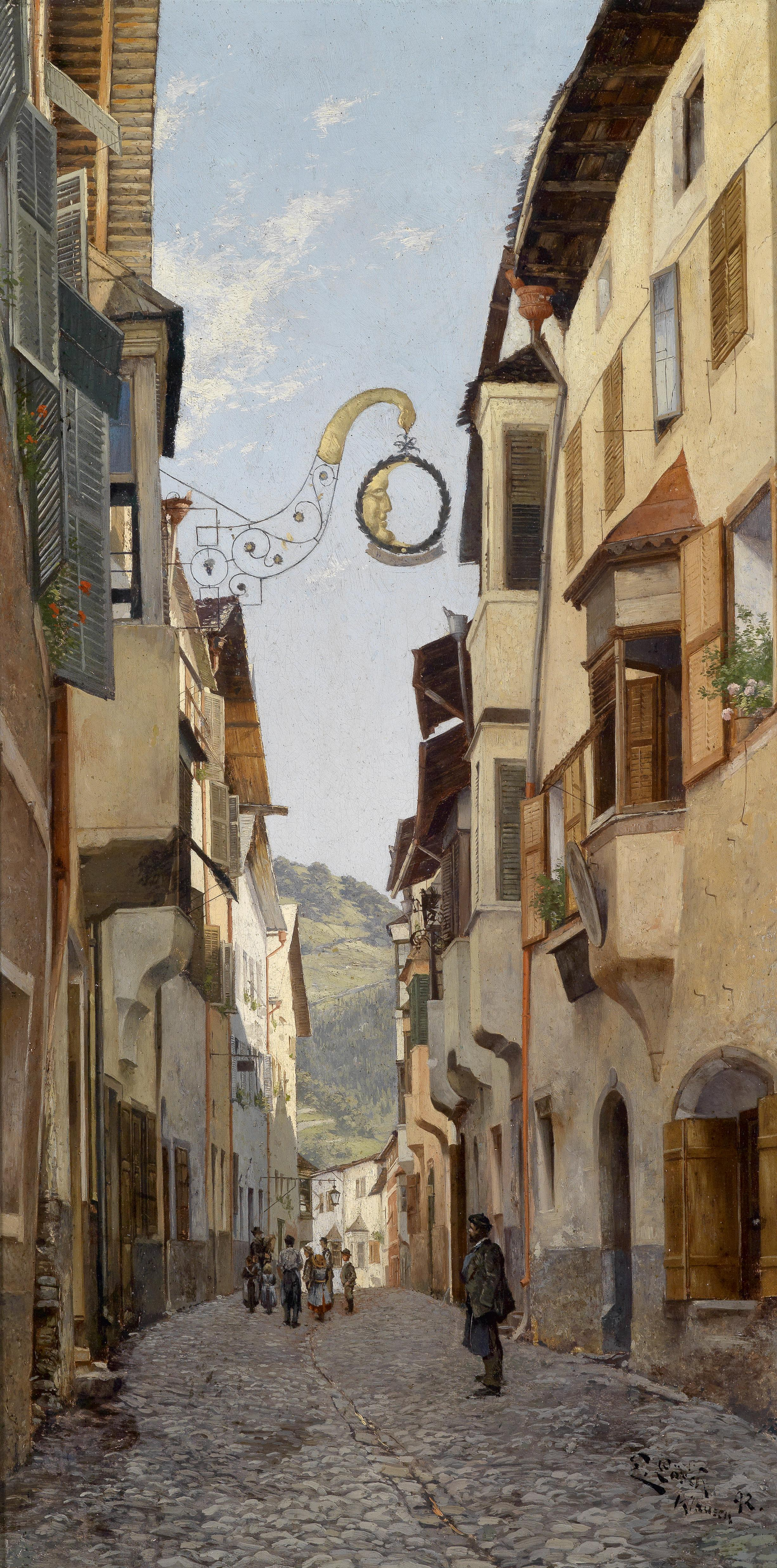
Kleine Gasse in Klausen. 1892, Öl auf Leinwand

Als Sohn des Pfarrers Ferdinand August Loesch (1820–1881) geboren, studierte Ernst Loesch nach dem Besuch des Gymnasiums in Nürnberg Rechtswissenschaften, später Evangelische Theologie in Erlangen und Leipzig. Während seines Studiums wurde er 1879 Mitglied der Burschenschaft der Bubenreuther.
1882 schlug er die Künstlerlaufbahn ein und ging auf die Kunstakademie in Karlsruhe, wo er Schüler von Gustav Schönleber war. Von 1887 bis 1912 war er jährlich für Studien in Klausen (Südtirol).
Insbesondere erstellte er Bleistiftzeichnungen von Landschaften und Architektur, Aquarelle und Ölgemälde. Einige seiner Werke befinden sich im Städtischen Museum in Nürnberg und im Ferdinandeum in Innsbruck. 1919 gestaltete er das Ehrenbuch der Bubenreuther.
Er war auch schriftstellerisch tätig.

## Werke (Auswahl)
- Kleine Gasse in Klausen. (Öl auf Leinwand) 1892.
- Aus Lajen am Eisack. (Aquarell), 1901. Befindet sich in den Kunstsammlungen Museen der Stadt Nürnberg.
- Straße in Klausen am Eisack. (Aquarell), um 1910. Befindet sich in den Kunstsammlungen Museen der Stadt Nürnberg.

## Veröffentlichungen (Auswahl)
- Verschwundene Gestalten: Aus einem Tiroler Städtchen. Nürnberg 1920.
- Aus sonnigen Tagen im Eisacktal. Nürnberg 1921.
- posthum: Südtiroler Erinnerungen. 2 Bände, München 1963.